# Remdesiwir
Remdesiwir – organiczny związek chemiczny z grupy analogów nukleotydowych, stosowany jako lek przeciwwirusowy wykazujący inhibicję polimerazy RNA zależnej od RNA. Został opracowany przez Gilead Sciences do leczenia gorączki krwotocznej Ebola i choroby marburskiej. Wykazuje on także działanie przeciwwirusowe przeciwko innym jednoniciowym wirusom RNA, takim jak wirus RSV, wirus Junin, wirus gorączki Lassa, wirus Nipah, wirus Hendra i koronawirusy (w tym wirusy MERS i SARS).

## Zastosowanie w leczeniu COVID-19
W styczniu 2020 r. udało się uzyskać pozytywny wynik leczenia będącego w ciężkim stanie pacjenta chorego na COVID-19. W Chinach w lutym 2020 r. rozpoczęto badania skuteczności remdesiwiru u chorych na COVID-19, zarówno w stanie ciężkim, jak i z łagodniejszym przebiegiem choroby. W maju 2020 r. lek został w trybie nadzwyczajnym dopuszczony do stosowania w ciężkich przypadkach tej choroby w USA, a następnie w Wielkiej Brytanii, Indiach, Japonii, Tajwanie, Unii Europejskiej i Australii.
W październiku 2020 w The New England Journal of Medicine opublikowane zostały wyniki badania klinicznego remdesiwiru w leczeniu COVID-19 u hospitalizowanych pacjentów z objawami infekcji dolnych dróg oddechowych. Stwierdzono, że skracał on średni czas choroby z 15 do 10 dni oraz zmniejszał śmiertelność: po 15 dniach z 11,9% do 6,7%, a po 29 dniach z 15,2% do 11,4%. Tydzień później Światowa Organizacja Zdrowia poinformowała o wynikach własnego badania klinicznego remdesiwiru, w którym nie stwierdzono pozytywnego wpływu tego leku na skuteczność w zmniejszaniu śmiertelności COVID-19. W kolejnym badaniu klinicznym obejmującym hospitalizowanych pacjentów ze średnio ciężkim przebiegiem choroby stwierdzono korzystny wpływ remdesiwiru na łagodzenie objawów COVID-19. 22 października 2020 Agencja Żywności i Leków (FDA) zatwierdziła preparat remdesiwiru o nazwie Veklury jako pierwszy lek przeciwko COVID-19 w USA. Rejestracja dotyczy wymagających hospitalizacji osób powyżej 11 roku życia i ważących min. 40 kg. Dla pozostałych osób preparat może być stosowany w trybie nadzwyczajnym. Producent leku, Gilead Sciences, poinformował, że jego zapasy wystarczą na pokrycie zapotrzebowania światowego.
W Unii Europejskiej wskazuje się na użycie remdesiwiru dla osób w wieku min. 12 lat i ważących min. 40 kg, które mają zapalenie płuc wymagające wspomagania tlenem, a w USA – takich osób, które są w szpitalach.
W listopadzie 2020 Światowa Organizacja Zdrowia (WHO) uaktualniła warunkowe niezalecanie remdesiwiru przeciw COVID-19. Europejska Agencja Leków (EMA) ogłosiła, że przejrzy nowe dane pod kątem potrzeby rewizji jej rekomendacji. W USA FDA wydała zezwolenie w trybie nadzwyczajnym (EUA) na stosowanie remdesiwiru w kombinacji z baricitinibem przeciw podejrzewanemu albo potwierdzonemu laboratoryjnie COVID-19 u osób w szpitalach w wieku min. 2 lat wymagających wspomagania tlenem, poprzez mechaniczny respirator, lub ciągłe pozaustrojowe natlenianie krwi (ECMO).